# Interoperacyjność
Interoperacyjność – cecha produktu lub systemu, którego interfejsy funkcjonują w pełnej zgodności tak, aby współpracować z innymi produktami lub systemami, które istnieją lub będą istnieć w przyszłości, bez ograniczenia dostępu lub możliwości implementacji.

## Inne definicje
Termin interoperacyjność początkowo był zdefiniowany dla techniki informatycznej lub inżynierii systemów w celu wymiany informacji, na przykład:
- zdolność dwóch lub więcej systemów lub składników do wymiany informacji i jej wykorzystania[2]
- zdolność dwóch lub więcej ORB do współpracy przy doręczaniu żądań do odpowiedniego obiektu[3]
- zdolność do komunikacji, wykonywania programów i przesyłania danych między różnymi jednostkami funkcjonalnymi w sposób wymagany przez użytkownika mającego małą lub żadną wiedzę o unikatowych charakterystykach tych jednostek[4].

Termin „interoperacyjność” jest używany, przy zachowaniu istoty jego znaczenia, w dziedzinach informatycznych, a także tam, gdzie dochodzi do współpracy produktów lub systemów bez udziału informatyki. Przykłady:
- interoperacyjność systemu kolei
- interoperacyjność korporacyjna
- interoperacyjność usług
- interoperacyjność sieci

## Aspekty interoperacyjności
Interoperacyjność można rozpatrywać w trzech aspektach:
- techniczny – związany z aspektem systemowym (urządzenia, protokoły, systemy operacyjne) oraz syntaktycznym (języki reprezentacji zasobów, formaty danych).
- semantyczny – dotyczący właściwego, jednoznacznego rozumienia wymienianej i upowszechnianej informacji przez wszystkich jej użytkowników.
- organizacyjny – odnoszący się do przepisów prawnych, procedur, struktur organizacyjnych, czynników ekonomicznych oraz ludzkich[5].

## Sposoby osiągania interoperacyjności
Interoperacyjność systemów, w szczególności informatycznych, osiągana jest poprzez:
- ujednolicenie – zastosowanie jednakowych norm, standardów oraz procedur.
- wymienność – zastąpienie produktu, podsystemu, usługi lub procesu w sposób niezauważalny przez użytkownika.
- zgodność – przydatność produktu do użytkowania, przy założeniu spełnienie wymagań oraz braku niepożądanych działań[6].